# Julia Grosso
Julia Angela Grosso (Vancouver, 29 agosto 2000) è una calciatrice canadese, centrocampista del Chicago Stars e della nazionale canadese.

## Biografia
Figlia di Carlos ed Elisa Grosso, nasce e cresce con la famiglia a Vancouver, nella Columbia Britannica, approfondendo il percorso scolastico frequentando la Burnaby Central Secondary School. Condivide l'attività agonistica con la sorella Carli, anch'ella calciatrice e membro del Vancouver Whitecaps system, che gioca con le Simon Fraser Clan, la squadra di calcio femminile della Simon Fraser University.

## Carriera
Inizia l'attività agonistica giovanissima, tesserandosi con il Vancouver Italian Canadian prima di passare al Mountain United, rimanendovi fino al 2014, per poi entrare da quell'anno nel programma del Vancouver Whitecaps, indossando la maglia della sua squadra giovanile delle Girls Elite dal 2014 al 2018.

### Calcio universitario e club
Nel 2018 decide di trasferirsi negli Stati Uniti d'America per approfondire gli studi, stabilendosi ad Austin per frequentare la locale sede dell'Università del Texas, affiancando il percorso scolastico a quello sportivo vestendo la maglia delle Texas Longhorns, squadra di calcio femminile universitario iscritta alla Division I del NCAA Women's Division I Soccer Championship, debuttandovi il 17 agosto di quell'anno nell'incontro vinto per 3-0 sulle avversarie delle Rice Owls.
Negli anni successivi, ottiene numerosi riconoscimenti personali e trofei della Big 12 Conference, con l'unica parentesi nel calcio semiprofessionistico nel 2018, quando viene scelta dal TSS Rovers, squadra iscritta alla Women's Premier Soccer League.
Il 6 dicembre 2021, viene annunciato il suo trasferimento alla Juventus, valido a partire dal 28 dicembre seguente. Debutta con la formazione bianconera il 16 gennaio 2022, nell'incontro con il Pomigliano.
Nella stagione successiva, dopo aver contribuito al secondo posto finale della Juventus, viene premiata come miglior centrocampista del torneo. Al termine della stagione 2023-2024, non rinnova il proprio contratto con il club bianconero, concludendo così la propria esperienza a Torino dopo tre anni.

### Nazionale
Inizia ad essere convocata dalla Federcalcio canadese dai primi anni duemiladieci, partecipando a numerosi stage nelle nazionali giovanili dall'under 14/16 all'under 20.
Nel 2014 viene inserita in rosa con la formazione under 15 che disputa l'edizione inaugurale del Campionato nordamericano di categoria, condividendo con le compagne la conquista del trofeo delle Isole Cayman 2014.
Negli anni successivi indossa le maglie delle under 17 e under 20, disputando, oltre a incontri amichevoli e tornei a invito, i campionati CONCACAF di categoria, venendo in quel periodo nominata per il premio di calciatrice canadese dell'anno nel 2016 (U17) e 2017 (U20).
Con l'under 17 disputa l'edizione di Grenada 2016 del campionato nordamericano, dove debutta il 3 marzo nella vittoria per 3-0 con le pari età del Guatemala Condivide con le compagne la conquista del terzo posto nel torneo, mettendosi in luce e venendo nominata tra i Best XI, posizione che consente alla sua nazionale di accedere al Mondiale di Giordania 2016. Inserita nuovamente in rosa dal tecnico federale John Herdman, Grosso viene impiegata da titolare in tutti i tre incontri giocati dalla sua nazionale nel gruppo B, fornendo un assist nella prima partita, la vittoria per 3-2 sul Camerun. Il Canada ha poi rispettivamente pareggiato e perso i seguenti incontri con Germania (1-1) e Venezuela (2-0), chiudendo il girone al terzo posto e venendo così eliminata già alla fase a gironi. La partita contro il Venezuela è stata anche l'ultima nella quale Grosso ha indossato la maglia dell'under 17.
Dopo oltre un anno arriva anche la convocazione in under 20 in occasione del campionato nordamericano di Trinidad e Tobago 2018, dove debutta il 18 gennaio 2018, nel match d'apertura del torneo, dove la sua nazionale supera per 3-1 la Costa Rica. Dopo aver concluso, da imbattuto, al primo posto il gruppo A, giunto alle semifinali il Canada deve cedere la finale al Messico, che lo supera ai rigori dopo che i tempi regolamentari si erano conclusi con una rete per parte. Per accedere al Mondiale under 20 di Francia 2018 le canadesi, che affrontano Haiti, non sono in grado di superare le avversarie perdendo l'incontro per 1-0 e di conseguenza l'accesso. Nel torneo Grosso gioca ogni minuto dei 5 incontri disputati dalla sua nazionale.

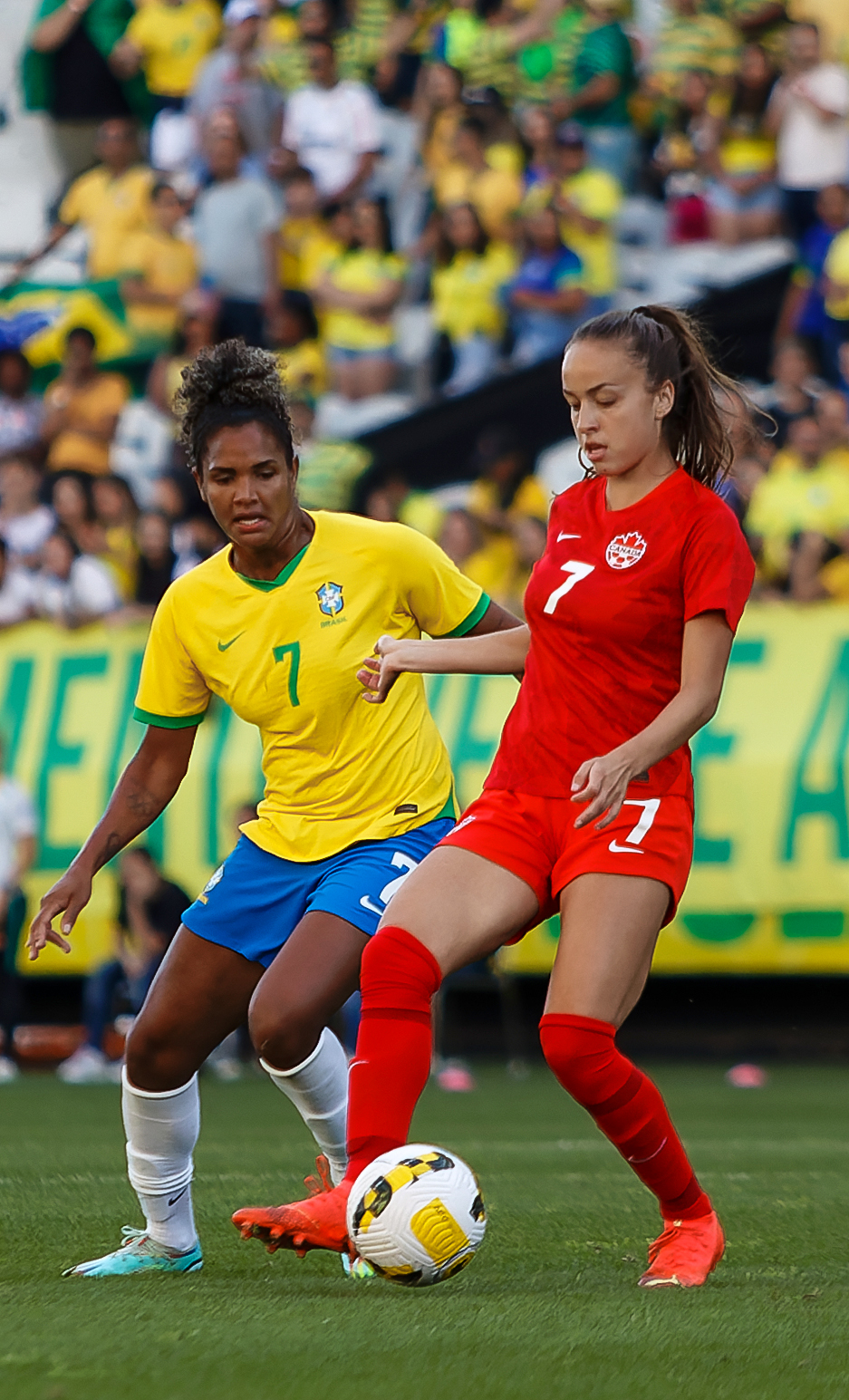
Grosso in un contrasto con Duda Francelino in occasione dell'incontro vs del 15 novembre 2022.

Nel frattempo John Herdman, divenuto commissario tecnico della nazionale maggiore, l'aveva già convocata in occasione della doppia amichevole del 9 e 12 novembre 2017 con gli Stati Uniti. Dopo che il ct canadese non ha ritenuto di impiegarla nel primo incontro, nel secondo Grosso fa il suo debutto senior subentrando a Janine Beckie al 90' nella sconfitta per 3-1 all'Avaya Stadium di San Jose, in California.
In seguito il nuovo ct Kenneth Heiner-Møller inizia a convocarla con più regolarità, inserendola nella rosa della squadra che affronta l'Algarve Cup 2018 e dove il Canada conclude il torneo al quinto posto battendo per 2-0 il Giappone. In quell'occasione Grosso gioca 3 dei 4 incontri disputati dalla sua nazionale.
Nell'ottobre di quell'anno viene convocata per la CONCACAF Women's Championship 2018, torneo che funge anche da qualificazione al Mondiale di Francia 2019, dove il Canada giungendo in finale, pur perdendola per 2-0 con gli Stati Uniti, guadagna l'accesso alla Coppa del Mondo. Nel maggio 2019 Heiner-Møller la inserisce nella lista delle 23 calciatrici convocate in partenza per la Francia comunicata il 25 maggio 2019.
A fine giugno 2021 è stata convocata dalla selezionatrice Bev Priestman per far parte della rosa della nazionale canadese per il torneo di calcio femminile dei Giochi della XXXII Olimpiade, partecipando, così, alla sua seconda Olimpiade, condividendo con le compagne il percorso che la porta alla conquista della sua prima medaglia d'oro olimpica. Il 6 agosto 2021 si rivela determinante per la conquista del torneo, mettendo a segno l'ultimo dei rigori che assegna definitivamente al Canada il gradino più alto del podio dopo che nei tempi regolamentari l'incontro si era concluso con una rete per parte, risultato rimasto invariato anche nei supplementari.

## Statistiche

### Presenze e reti nei club
Statistiche aggiornate al 18 maggio 2024.
| Stagione          | Squadra           | Campionato        | Campionato | Campionato | Coppe nazionali | Coppe nazionali | Coppe nazionali | Coppe continentali | Coppe continentali | Coppe continentali | Altre coppe | Altre coppe | Altre coppe | Totale | Totale |
| Stagione          | Squadra           | Comp              | Pres       | Reti       | Comp            | Pres            | Reti            | Comp               | Pres               | Reti               | Comp        | Pres        | Reti        | Pres   | Reti   |
| ----------------- | ----------------- | ----------------- | ---------- | ---------- | --------------- | --------------- | --------------- | ------------------ | ------------------ | ------------------ | ----------- | ----------- | ----------- | ------ | ------ |
| 2018              | TSS Rovers        | WPSL              | -          | -          | -               | -               | -               | -                  | -                  | -                  | -           | -           | -           | -      | -      |
| Totale TSS Rovers | Totale TSS Rovers | Totale TSS Rovers | -          | -          |                 | -               | -               |                    | -                  | -                  |             | -           | -           | -      | -      |
| dic. 2021-2022    | Juventus          | A                 | 9          | 0          | CI              | 5               | 0               | UWCL               | 1                  | 0                  | SI          | 0           | 0           | 15     | 0      |
| 2022-2023         | Juventus          | A                 | 20         | 3          | CI              | 4               | 1               | UWCL               | 9                  | 0                  | SI          | 1           | 0           | 34     | 4      |
| 2023-2024         | Juventus          | A                 | 21         | 6          | CI              | 2               | 0               | UWCL               | 2                  | 0                  | SI          | 1           | 0           | 26     | 6      |
| Totale Juventus   | Totale Juventus   | Totale Juventus   | 50         | 9          |                 | 11              | 1               |                    | 12                 | 0                  |             | 2           | 0           | 75     | 10     |
| Totale carriera   | Totale carriera   | Totale carriera   | 50+        | 9+         |                 | 11              | 1               |                    | 12                 | 0                  |             | 2           | 0           | 75     | 10     |

## Palmarès

### Club
- Campionato italiano: 1

Juventus: 2021-2022
- Supercoppa italiana: 2

Juventus: 2021, 2023
- Coppa Italia: 2

Juventus: 2021-2022, 2022-2023

### Nazionale
- Oro olimpico: 1

Tokyo 2020

### Individuale
- Miglior centrocampista della Serie A: 1

2022-2023
- Gran Galà del calcio AIC: 1

Squadra dell'anno: 2023